# Holstein Kiel
Kieler Sportvereinigung Holstein von 1900 e.V., thường được gọi là Holstein Kiel ([ˌhɔlʃtaɪn ˈkiːl]) hay KSV Holstein, là một câu lạc bộ thể thao và bóng đá Đức có trụ sở tại thành phố Kiel, Schleswig-Holstein.
Từ những năm 1900 đến những năm 1960, câu lạc bộ là một trong những đội thống trị nhất ở miền bắc nước Đức. Một số danh hiệu đáng chú ý trong thời kỳ đó bao gồm chức vô địch bóng đá Đức năm 1912, và là á quân các năm 1910 và 1930. Holstein cũng giành được sáu danh hiệu khu vực và chín lần về đích ở vị trí á quân. Họ vẫn là đội hạng nhất cho đến khi thành lập Bundesliga vào năm 1963. Đội ra mắt ở Bundesliga mùa giải 2024–25 sau khi được thăng hạng từ 2. Bundesliga vào năm 2024.

## Cầu thủ

### Đội hình hiện tại
Tính đến ngày 24/5/2024
Ghi chú: Quốc kỳ chỉ đội tuyển quốc gia được xác định rõ trong điều lệ tư cách FIFA. Các cầu thủ có thể giữ hơn một quốc tịch ngoài FIFA.
| Số | VT | Quốc gia  | Cầu thủ                |
| -- | -- | --------- | ---------------------- |
| 1  | TM | Đức       | Timon Weiner           |
| 2  | HV | Đan Mạch  | Mikkel Kirkeskov       |
| 3  | HV | Đức       | Marco Komenda          |
| 4  | HV | Đức       | Patrick Erras          |
| 5  | HV | Thụy Điển | Carl Johansson         |
| 6  | TV | Serbia    | Marko Ivezić           |
| 7  | TV | Đức       | Steven Skrzybski       |
| 8  | TĐ | Đức       | Finn Porath            |
| 9  | TĐ | Áo        | Benedikt Pichler       |
| 10 | TV | Đức       | Lewis Holtby           |
| 11 | TĐ | Thụy Điển | Alexander Bernhardsson |
| 13 | TĐ | Nhật Bản  | Shuto Machino          |
| 15 | TV | Đức       | Marvin Schulz          |
| 17 | HV | Đức       | Timo Becker            |

| Số | VT | Quốc gia | Cầu thủ                               |
| -- | -- | -------- | ------------------------------------- |
| 18 | HV | Đức      | Tom Rothe (mượn từ Borussia Dortmund) |
| 19 | TĐ | Iceland  | Hólmbert Friðjónsson                  |
| 20 | TĐ | Đức      | Fiete Arp                             |
| 21 | TM | Đức      | Thomas Dähne                          |
| 22 | TV | Đức      | Nicolai Remberg                       |
| 23 | HV | Đức      | Lasse Rosenboom                       |
| 26 | TV | Đức      | Lucas Wolf                            |
| 27 | TĐ | Đức      | Joshua Mees                           |
| 28 | TV | Đức      | Aurel Wagbe                           |
| 29 | TV | Đức      | Niklas Niehoff                        |
| 31 | TM | Đức      | Marcel Engelhardt                     |
| 32 | TV | Đức      | Jonas Sterner                         |
| 34 | HV | Đức      | Colin Kleine-Bekel                    |
| 38 | HV | Hoa Kỳ   | Nico Carrera                          |